# Tetrafluoroamonijum
Tetrafluoroamonijumski katjon (takođe poznat kao perfluoroamonijum) je pozitivno naelektrisan poliatomski jon sa hemijskom formulom NF+
4. On je ekvivalentan sa amonijumskim jonom, gde su atomi vodonika koji okružuju centralni atom azota zamenjeni fluorom. Tetrafluoroamonijumski jon je izoelektronski sa tetrafluorometanskim CF
4 i tetrafluoroboratnim BF−
4 anjonom.
Tetrafluoroamonjumski jon formira soli sa mnoštvom različitih anjona koji sadrže fluor. Ta grupa obuhvata bifluoridni anjon (HF−
2), tetrafluorobromat (BrF−
4), metalne pentafluoride (XF−
5 gde je X Ge, Sn, ili Ti), heksafluoride (XF−
6 gde je X P, As, Sb, Bi, ili Pt), heptafluoride (XF−
7 gde je X W, U, ili Xe), oktafluoride (XeF2−
8), razne oksifluoride (XF
5O−
 gde je X W ili U; FSO−
3, BrF
4O−
), i perhlorat (ClO−
4). Pokušaji da se naprave nitratne soli, NF
4NO
3, nisu bili uspešni zbog brze fluorinacije: NF+
4 + NO−
3 → NF
3 + FONO
2.